# أنتوني هولاند
أنتوني هولاند (بالإنجليزية: Anthony Holland)‏ هو ممثل أمريكي، ولد في 3 مارس 1928 ببروكلين في الولايات المتحدة، وتوفي في 9 يوليو 1988 بنيويورك في الولايات المتحدة.

## أعمال

### أفلام
- (1971) كلوت
- (1979) كل هذا الجاز

### مسلسلات
- كولمبو

## وصلات خارجية
- أنتوني هولاند على موقع IMDb (الإنجليزية)
- أنتوني هولاند على موقع ألو سيني (الفرنسية)
- أنتوني هولاند على موقع أول موفي (الإنجليزية)
- أنتوني هولاند على موقع قاعدة بيانات الأفلام السويدية (السويدية)
- أنتوني هولاند على موقع قاعدة بيانات الفيلم (الإنجليزية)
- أنتوني هولاند على موقع كينوبويسك (الروسية)